# 静安别墅

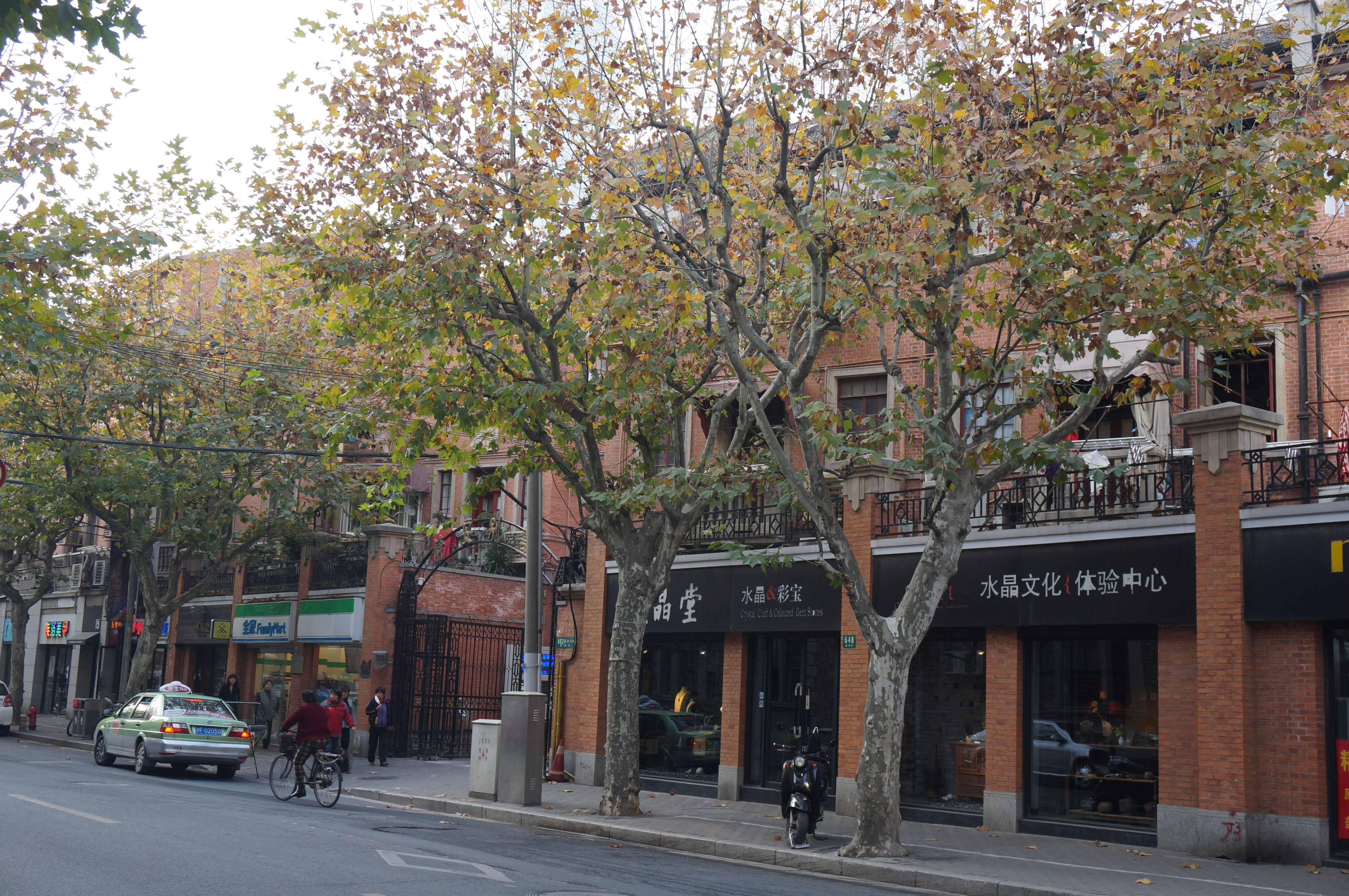
静安别墅威海路一面楼房

静安别墅，是位于上海静安区的一片新式里弄住宅，曾被称为“小上海”。住宅北临南京西路，南临威海路，西临陕西北路，东临茂名北路。静安别墅是上海最大型的新式里弄，由高观四设计施工，于民国21年建成，因地处静安寺路(今南京西路)，故而得此名。1994年，静安别墅入选第二批上海市优秀历史建筑。
演员郑小秋从1936年便开始在静安别墅182号居住直至其1989年逝世。此外，电影色，戒也曾在此取景。

## 建筑特色
静安别墅占地2.5公顷，有楼房193幢，是典型的新式里弄住宅。里弄呈行列式布局，南北向的总弄和多条支弄垂直交叉。每栋别墅为砖木结构，共三层，砖墙瓦顶，装饰简洁。每个单元都有小庭院与阳台。

## 近况
静安别墅因其独特建筑风格，一直吸引着很多游客前来。同时，静安别墅内近些年也曾开有多家餐馆、奶茶铺、饰品店、咖啡馆等商铺，但其有不少都为违章搭建或无证经营。2013年下半年开始，静安区工商局开始要求这些商铺搬迁停业，并且将安装门禁，限制游客等人员出入。

## 图片集

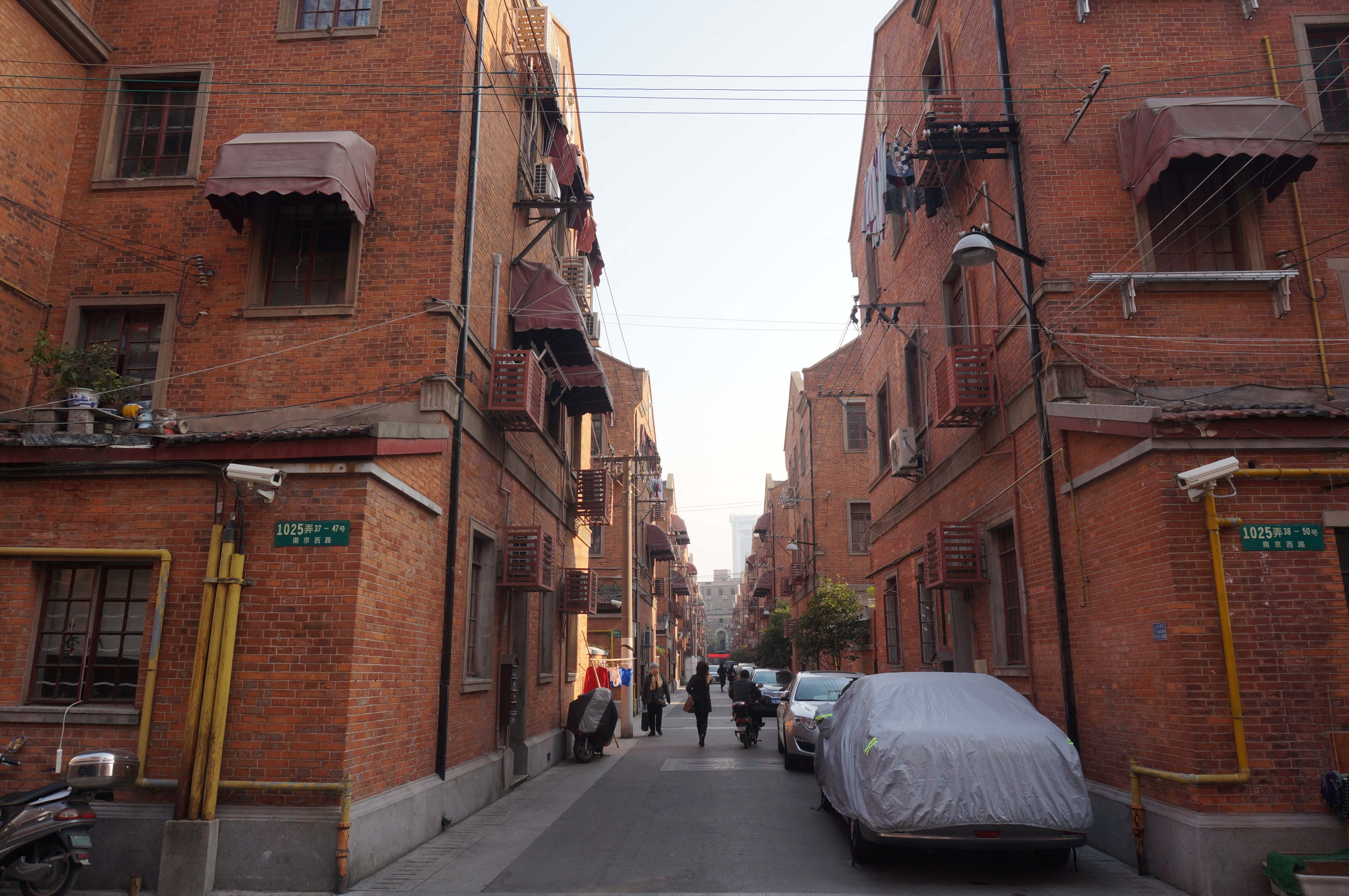
静安别墅总弄堂
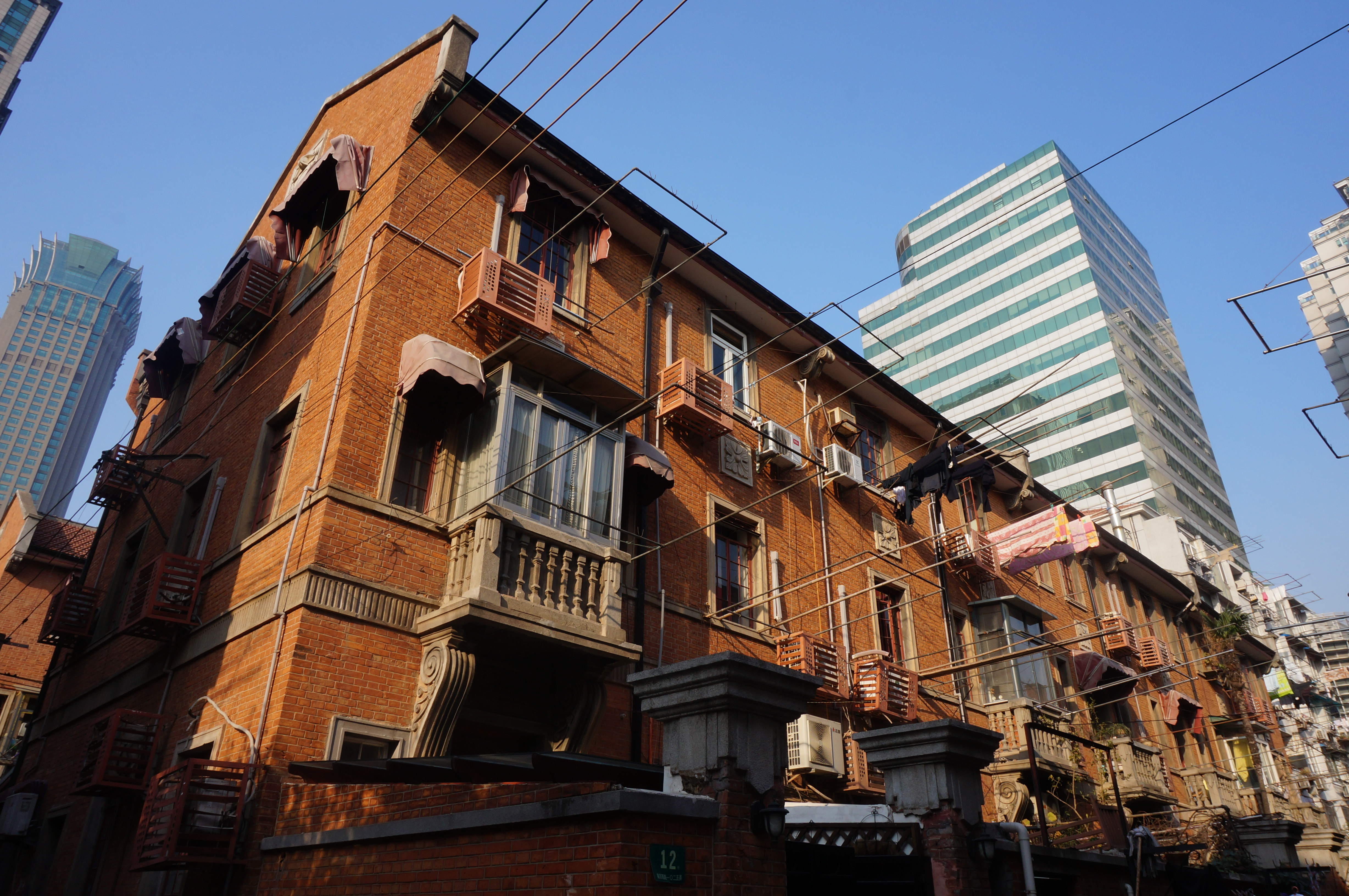
静安别墅立面上精致的花纹，也可见小区被摩天大厦所环绕
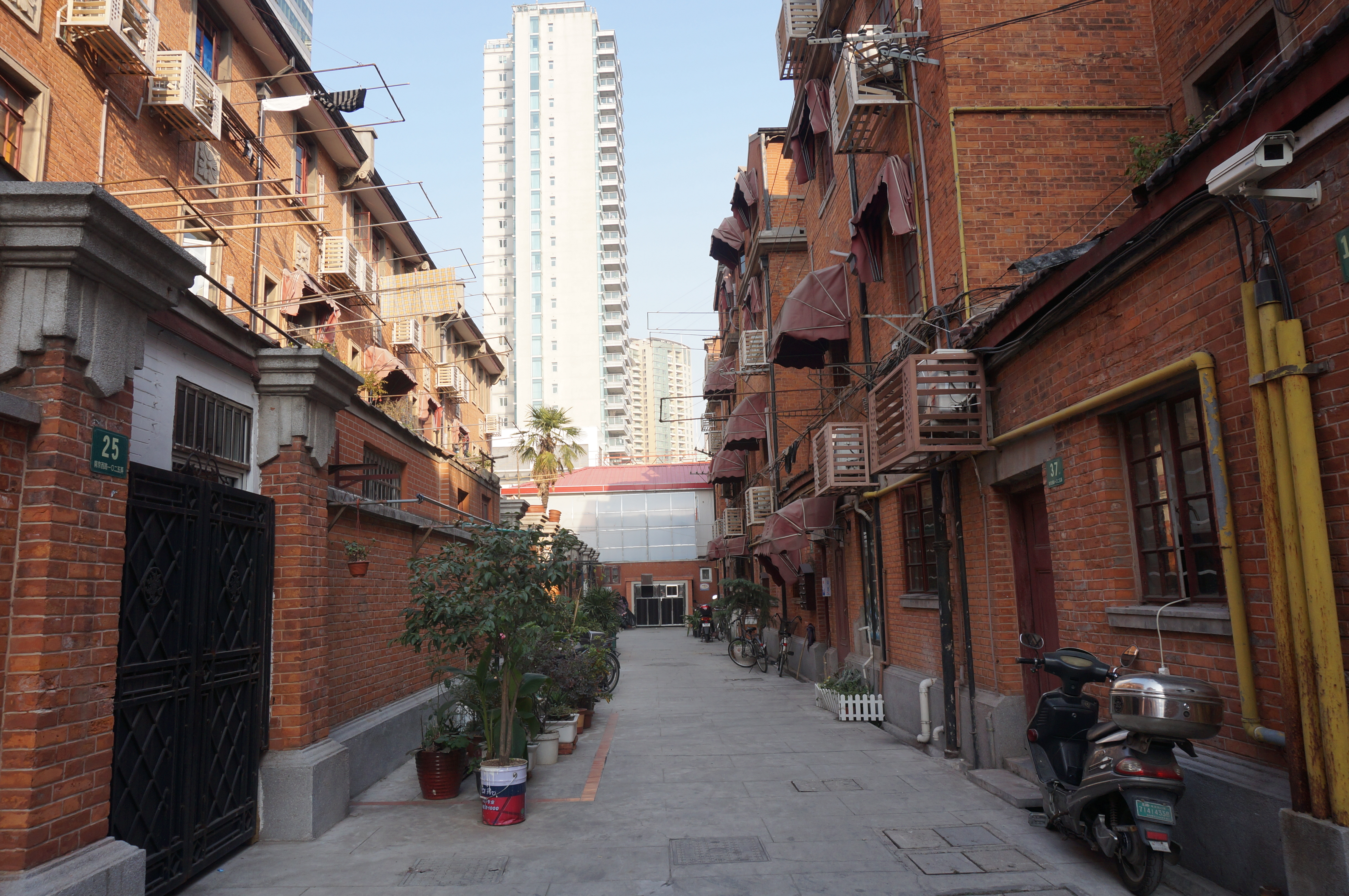
静安别墅的支弄